# استيراث
الاستيراث هو مذهب في القانون العام الذي ينقل أملك شخص مات دون ورثة إلى المملكة أو الدولة. بكلمات أُخَر: أيلولة ميراثٍ إلى الدولة لانعدام الوارث. يُسمَّى المال المنقول المُستَورَث. يعمل المذهب على ضمان عدم ترك الممتلكات في طي النسيان بدون ملكية معترف بها. طُبق في الأصل على عدد من الحالات التي حُرِمَت فيها مصلحة قانونية في الأرض من خلال تشغيل القانون، بحيث عادت ملكية الأرض إلى المالك الإقطاعي الأعلى على الفور.